# Lijst van beschermd erfgoed in Borgworm
Onderstaande tabel geeft een overzicht van de beschermde erfgoederen in de gemeente Borgworm. Het beschermd erfgoed maakt deel uit van het cultureel erfgoed in België.
| Object | Bouwjaar/architect | Deelgemeente | Adres                               | Coördinaten                   | Nummer?                | Afbeelding |
| --- | ------------------ | ------------ | ----------------------------------- | ----------------------------- | ---------------------- | --- |
| Tumulus van Borgworm, het ensemble van de tumulus met diens omgeving                                                                                              |                    | Waremme      |                                     | 50° 41' 17" NB, 5° 15' 27" OL | 64074-CLT-0001-01 Info | Tumulus van Borgworm, het ensemble van de tumulus met diens omgeving                                                                                              |
| Dreef van Longchamps, te Waremme |                    | Waremme      |                                     | 50° 41' 21" NB, 5° 14' 26" OL | 64074-CLT-0002-01 Info | |
| Tumuli van het Bos van de Tombes, het ensemble van twee tumuli en hun omgeving                                                                                    |                    | Waremme      | Petit-Axhe                          | 50° 40' 45" NB, 5° 14' 27" OL | 64074-CLT-0003-01 Info | Tumuli van het Bos van de Tombes, het ensemble van twee tumuli en hun omgeving                                                                                    |
| Tumulus van Liek en zijn omgeving |                    | Oleye        |                                     | 50° 42' 57" NB, 5° 16' 56" OL | 64074-CLT-0004-01 Info | Tumulus van Liek en zijn omgeving |
| Interieur, meubels en ramen van de l'église Saint-Denis te Grand-Axhe                                                                                             |                    | Grand-Axhe   |                                     | 50° 40' 45" NB, 5° 13' 27" OL | 64074-CLT-0005-01 Info | |
| De gevels en daken, inclusief de bijgebouwen, van het huis porte de Liège n°8 en het ensemble gevormd door dit gebouw en zijn omgeving, met inbegrip van de linde |                    | Waremme      |                                     | 50° 41' 52" NB, 5° 15' 27" OL | 64074-CLT-0006-01 Info | De gevels en daken, inclusief de bijgebouwen, van het huis porte de Liège n°8 en het ensemble gevormd door dit gebouw en zijn omgeving, met inbegrip van de linde |
| Kasteel van Longchamps |                    | Waremme      | 112, Rue Edmond de Sélys-Longchamps | 50° 41' 26" NB, 5° 14' 20" OL | 64074-0010-01 Info     | Kasteel van Longchamps |
| Tumulus van Borgworm, de archeologische site |                    | Waremme      |                                     | 50° 41' 17" NB, 5° 15' 27" OL | 64074-PEX-0001-01 Info | Tumulus van Borgworm, de archeologische site |
| Tumuli van het Bos van de Tombes, de archeologische site met twee tumuli                                                                                          |                    | Waremme      | Petit-Axhe                          | 50° 40' 45" NB, 5° 14' 27" OL | 64074-PEX-0002-01 Info | Tumuli van het Bos van de Tombes, de archeologische site met twee tumuli                                                                                          |
| Tumulus van Liek, de archeologische site |                    | Oleye        |                                     | 50° 42' 57" NB, 5° 16' 56" OL | 64074-PEX-0003-01 Info | Tumulus van Liek, de archeologische site |